# Hervé Niquet
Hervé Niquet (Abbeville, 28 oktober 1957) is een Franse dirigent en klavecinist. Hij specialiseerde zich in barokmuziek.

## Biografie
Hervé Niquet was chef-dirigent bij het Vlaams Radio Koor van 2011 tot 2019. Hij studeerde klavecimbel, piano en orgel, maar ook lyrische kunst en directie. Hij benadert het muzikantenberoep vanuit het onderzoek en geeft daarbij de voorkeur aan de primaire bronnen, om zo conventies en gebruiken te overstijgen. De ervaring die hij bij enkele grote barokke ensembles opdeed legde de kiem voor de  speciale band die hij ontwikkelde met het Franse ‘Grand Motet’ van de 17e en 18e eeuw. Deze affiniteit resulteerde in 1987 in de oprichting van Le Concert Spirituel, dat in twintig jaar tijd uitgroeide tot een beroemd barokensemble. Zij concerteren onder meer in Frankrijk in zalen en op grote festivals. 
Vanuit diezelfde geest, en vanuit het idee dat er door de eeuwen heen slechts één ‘Franse muziek’ bestond, leidt Hervé Niquet verschillende beroemde orkesten, waaronder  de Akademie für Alte Music Berlin, Sinfonia Varsovia, l’Orchestre Philharmonique de Radio France, het Rias Kammerchor, het Kammerorchester Basel, alsook Brussels Philharmonic.
Daarnaast wijdt Hervé Niquet zich ook aan pedagogische projecten met jonge muzikanten. Hij wordt ook regelmatig als gastdirigent uitgenodigd voor opera’s. Zo werkte hij al samen met de Opéra de Nantes-Angers en met de Opéra National in Montpellier. In 2006 richtte hij een groot symfonisch koor op in de regio Languedoc-Roussillon, waarmee hij vooral het grote romantische repertoire uitvoert.  

## Repertoire
Hervé Niquet staat bekend voor zijn interpretaties van barokmuziek, en specifiek Franse barokmuziek. Daarnaast dirigeert hij regelmatig werken uit de 19e eeuw en begin 20e eeuw (onder anderen Saint-Saëns, Debussy, Ravel, Stravinsky).
In 2009 werd hij mede-oprichter van Palazzetto Bru Zane, het Centre de musique Romantique Française in Venetië. Dit leidde onder meer tot een project in samenwerking met het Vlaams Radio Koor en Brussels Philharmonic: een cd-collectie met muziek van de Prix de Rome en zelden uitgevoerde werken van Franse romantische componisten. Een eerste album opgedragen aan Debussy kwam uit in 2009, gevolgd door albums opgedragen aan Saint-Saëns, Gustave Charpentier en Max d’Ollone.

## Opnames
- 1998: Motets, van Paolo Lorenzani, met Le Concert Spirituel, bij Naxos.
- 2000: Grands Motets, van Jean-Baptiste Lully, 3 delen, bij Naxos.
- 2001: Dido and Aeneas, van Henry Purcell, met Le Concert Spirituel, bij Glossa.
- 2003: Water Music & Fireworks, van Georg Friedrich Händel, met Le Concert Spirituel, bij Glossa.
- 2003: Grands Motets, vol. 1, van Henry Desmarest, met Le Concert Spirituel, bij Glossa.
- 2004: King Arthur, van Henry Purcell, met Véronique Gens, Hanna Bayodi, Béatrice Jarrige, Cyril Auvity, Joseph Cornwell, Peter Harvey en Le Concert Spirituel, bij Glossa.
- 2004: Sonates pour basses, van Joseph Bodin de Boismortier, met Le Concert Spirituel, bij Glossa.
- 2005: Grands Motets, vol. 2, van Henry Desmarest, met Le Concert Spirituel, bij Glossa.
- 2006: Messe et Te Deum à huit voix, van Marc-Antoine Charpentier, met Le Concert Spirituel, bij Glossa.
- 2007: Callirhoé, van André-Cardinal Destouches, met Cyril Auvity, Stéphanie d'Oustrac, van João Fernandes, met Le Concert Spirituel, bij Glossa.
- 2007: Sémélé, van Marin Marais, met Shannon Mercer, Jaël Azzaretti, Bénédicte Tauran, Hjördis Thébault, Anders J. Dahlin, Thomas Dolié, Marc Labonnette, Lisandro Abadie, met Le Concert Spirituel] bij Glossa.
- 2008: Proserpine, van Jean-Baptiste Lully, met Le Concert Spirituel bij Glossa.
- 2009: Musique française à deux clavecins, met Luc Beaséjour, bij Analekta.
- 2009: Missa Assumpta est Maria, van Marc-Antoine Charpentier, met Le Concert Spirituel bij Glossa.
- 2009: Music for the Prix de Rome, van Claude Debussy, met Vlaams Radio Koor & Brussels Philharmonic bij Glossa.
- 2010: Andromaque, van André-Ernest-Modeste Grétry, met Le Concert Spirituel bij Glossa.
- 2010: Requiem pour voix d'hommes, van Pierre Bouteiller, met Le Concert Spirituel bij Glossa.
- 2010: Music for the Prix de Rome, van Camille Saint-Saëns, met Vlaams Radio Koor & Brussels Philharmonic bij Glossa.
- 2011: Le Carnaval de Venise, van André Campra, met Le Concert Spirituel bij Glossa.
- 2011: Music for the Prix de Rome, van Gustave Charpentier, met Vlaams Radio Koor & Brussels Philharmonic bij Glossa.
- 2012: Messe à 40 voix, van Alessandro Striggio, met Le Concert Spirituel bij Glossa.
- 2012: Sémiramis, van Charles-Simon Catel, met Le Concert Spirituel bij Glossa.
- 2013Music for the Prix de Rome, van Max d'Ollone, met Flemish Radio Choir & Brussels Philharmonic bij Glossa.
- 2013: Missa Macula non est in te, van Louis Le Prince, met de motetten van Marc-Antoine Charpentier en Jean-Baptiste Lully, met Le Concert Spirituel bij Glossa.
- 2013: La Toison d'or, van Johann Christoph Vogel, met Le Concert Spirituelbij Glossa.
- 2014: Les Fêtes de l'Hymen et de l'Amour, van Jean-Philippe Rameau, met Le Concert Spirituel] bij Glossa.
- 2014: Dimitri, van Victorin Joncières, met Vlaams Radio Koor & Brussels Philharmonic bij Ediciones Singulares.
- 2014: Requiem, van Fauré, met Vlaams Radio Koor & Brussels Philharmonic bij EPR Classic.
- 2015: Herculanum, van Félicien David, met Vlaams Radio Koor & Brussels Philharmonic bij Ediciones Singulares.
- 2015: Gloria & Magnificat, van Antonio Vivaldi, met Le Concert Spirituel, bij Alpha Classics.
- 2016: Requiems de Cherubini et Plantade, van Luigi Cherubini en Charles-Henri Plantade, met Le Concert Spirituel, bij Alpha Classics.
- 2017: Persée (version 1770), van Jean-Baptiste Lully, met Le Concert Spirituel, bij Alpha Classics.
- 2017: Messiah, van Georg-Friedrich Händel, met Le Concert Spirituel, bij Alpha Classics.
- 2017: Visions met Véronique Gens en het Münchner Rundfunkorchester, o.l.v. Hervé Niquet, bij Alpha Classics.

## Prijzen
- Chevalier de l’Ordre National du Mérite
- Officier in de Ordre des Arts et des Lettres

- Bibsys: 4013525
- Bibliothèque nationale de France: cb13956481j (data)
- Catàleg d'autoritats de noms i títols de Catalunya: 981058518807306706
- CiNii: DA15311911
- Gemeinsame Normdatei: 135096790
- International Standard Name Identifier: 0000 0001 0921 7271
- Library of Congress Control Number: n91042165
- Nationale Bibliotheek van Letland: 000109428
- MusicBrainz: 080ec178-ad85-4d8a-8106-11d5fc67240c
- Nationale Bibliotheek van Tsjechië: xx0042376
- Nationale Bibliotheek van Israël: 987007454056205171
- Nederlandse Thesaurus van Auteursnamen: 107194376
- SNAC: w6hx1k97
- Système universitaire de documentation: 057589364
- Virtual International Authority File: 85567513
- WorldCat: E39PBJpjb4FDgPyrTPk8Cy7rbd